# T Tauri
T Tauri (T Tau) è una stella variabile situata nella costellazione del Toro, più precisamente nella Regione oscura del Toro ed è il prototipo di una classe di oggetti noti come stelle T Tauri. L'astro fu scoperto nell'ottobre del 1852 da John Russell Hind; vista dalla Terra sembra faccia parte dell'ammasso delle Iadi, non molto distante da ε Tauri, in realtà si trova dietro ad esso, ad una distanza di circa 460 anni luce dalla Terra.
Come tutte le stelle di questa classe, T Tauri è un corpo celeste molto giovane, con un'età stimata in circa un milione di anni. La sua magnitudine apparente oscilla senza preavviso tra 9,3 e 14.
T Tauri è un sistema multiplo che consta di tre elementi, dei quali solo uno è visibile nella lunghezza d'onda del visibile; le altre due sono visibili nell'infrarosso e uno di loro emette anche onde radio. Durante le osservazioni condotte al radiotelescopio VLA si scoprì che la giovane stella cambiò improvvisamente la sua orbita a seguito di un incontro ravvicinato con una delle sue compagne, il che potrebbe averne causato l'espulsione dal sistema.
T Tauri si trova nei pressi della nebulosa a riflessione NGC 1555, illuminata dalla stella. Anche la nebulosa NGC 1554 fu associata a T Tauri e fu osservata nel 1868 da Otto Struve, ma si dubita addirittura della sua esistenza, in quanto scomparve poco dopo; pertanto è chiamata "nebulosa perduta di Struve". Inoltre l'oggetto pare essere associato a NGC 1555 o alla stessa T Tauri, il che la renderebbe un oggetto di Herbig-Haro.
La stella si trova in una fase della sua formazione compresa tra l'accrescimento della futura stella a partire dal materiale in orbita nella nebulosa solare e l'ignizione dell'idrogeno accumulato nel nucleo della protostella. Una protostella è la parte più densa del nucleo di una nube gassosa, con una massa di circa 104 masse solari, costituita da gas e polveri che collassano sotto la loro stessa attrazione gravitazionale, causando una continua attrazione di materia. Nelle sue prime fasi di vita, una protostella ha solo l'1% della sua massa, la quale incrementa grazie al materiale che precipita dalla nube. Dopo alcuni milioni di anni si innesca nel suo nucleo la fusione nucleare ed un fortissimo vento stellare spazza via le polveri residue circostanti. La protostella entra a quel punto nella sequenza principale.